# Mesonemoura lii
Mesonemoura lii är en bäcksländeart som beskrevs av Zhu, F., D. Yang och C. Yang 2003. Mesonemoura lii ingår i släktet Mesonemoura och familjen kryssbäcksländor. Inga underarter finns listade i Catalogue of Life.